# Strictly Ballroom
Vem Dançar comigo (br: Vem Dançar Comigo / pt: Strictly Ballroom - Vem Dançar!) é um musical da Austrália de 1992, realizado por Baz Luhrmann.
O roteiro foi escrito por Baz Luhrmann e Craig Pearce, baseado na ideia original do diretor.

## Sinopse
Scott Hastings é um óptimo dançarino e também um campeão da dança de salão. Porém, para total desagrado da comunidade da dança de salão na Austrália, que é controlada por Barry Fife, o presidente da federação, Scott decidiu sair do convencional e criar os seus próprios passos, ao invés de usar apenas os passos tradicionais de cada estilo de dança.
Fran é uma dançarina iniciante, que tem a audácia de pedir para ser a parceira de Scott, pois ele perdeu a sua parceira, Liz Holt, que ficou irritada com ele quando Scott, no meio de um concurso, executou passos considerados "espalhafatosos". No início ele recusa, mas acaba por aceitar Fran como sua parceira para disputar o Pan Pacific, o mais importante torneio de dança de salão.
Eles sabem que provavelmente não irão vencer, mas o mais importante é eles dançarem como lhes apraz.

## Elenco
- Paul Mercurio:Scott Hastings
- Tara Morice: Fran
- Bill Hunter: Barry Fife
- Pat Thomson: Shirley Hastings
- Gia Carides: Liz Holt
- Peter Whitford: Les Kendall
- Barry Otto: Doug Hastings
- John Hannan: Ken Railings
- Sonia Kruger: Tina Sparkle
- Pip Mushin: Wayne Burns
- Kris McQuade: Charm Leachman
- Antonio Vargas: Rico
- Armonia Benedito: Ya Ya
- Jack Webster: Terry
- Lauren Hewett: Kylie Hastings

## Principais prémios e nomeações
BAFTA 1993 (Reino Unido)
- Venceu nas categorias de melhor guarda-roupa/figurino, melhor desenho de produção e melhor banda sonora/trilha sonora.
- Foi ainda nomeado nas categorias de melhor filme, melhor actriz (Tara Morice), melhor argumento adaptado/roteiro adaptado, melhor edição e melhor som.

Globo de Ouro 1994 (EUA)
- Indicado na categoria de melhor comédia/musical.

Festival Internacional de Toronto 1992 (Canadá)
- Ganhou o Prémio do Público.

Festival de Cannes 1992 (França)
- Venceu o Prêmio da Juventude na categoria de filme estrangeiro.